# Pumpuang Duangjan
Pumpuang Duangjan (thai: พุ่มพวง ดวงจันทร์), född 4 augusti 1961, död 13 juni 1992, var en thailändsk kvinnlig sångare. Hon anses vara en av de främsta sångarna inom folkmusikstilen luk thung.

## Diskografi
- Nak Rong Baan Nok (นักร้องบ้านนอก)
- Noo Mai Roo (หนูไม่เอา)
- Kho Hai Ruai (ขอให้รวย)
- Som Tam (ส้มตำ)
- Nad Phop Na Ampoer (นัดพบหน้าอำเภอ)
- Take Ka Tan Phook Bo (ตั๊กแตนผูกโบว์)
- Anitja Tinger (อนิจจาทิงเจอร์)
- Aai Saang Neon (อายแสงนีออน)